# Бленвил (Квебек)
Бленвил (фр. Blainville) је град у Канади у покрајини Квебек. Према резултатима пописа 2011. у граду је живело 53.510 становника.

## Становништво
Према резултатима пописа становништва из 2011. у граду је живело 53.510 становника, што је за 15,1% више у односу на попис из 2006. када је регистровано 46.493 житеља.
| 2006.  | 2011.  |
| ------ | ------ |
| 46.493 | 53.510 |